# Мадисон (округ, Огайо)
Округ Мадисон (англ. Madison County) располагается в США, штате Огайо. По состоянию на 2010 год, численность населения составляла 43 435 человек. Получил своё название в честь четвёртого президента США Джеймса Мэдисона.

## География
По данным Бюро переписи США, общая площадь округа равняется 1209 км², из которых 1207 км² суша и 2 км² или 0,16 % это водоемы.

### Соседние округа
- Юнион (Огайо) — север
- Франклин (Огайо) — восток
- Пикавей — юго-восток
- Фейетт (Огайо) — юг
- Грин (Огайо) — юго-запад
- Кларк (Огайо) — запад
- Шампейн (Огайо) — северо-запад

## Демография
По данным переписи населения 2000 года в округе проживает 40 213 жителей в составе 13 672 домашних хозяйств и 10 035 семей. Плотность населения составляет 33 человека на км². На территории округа насчитывается 14 399 жилых строений, при плотности застройки 12 строений на км². Расовый состав населения: белые — 91,75 %, афроамериканцы — 6,24 %, коренные американцы (индейцы) — 0,20 %, азиаты — 0,44 %, гавайцы — 0,01 %, представители других рас — 0,35 %, представители двух или более рас — 1,01 %. Испаноязычные составляли 0,73 % населения.
В составе 35,20 % из общего числа домашних хозяйств проживают дети в возрасте до 18 лет, 59,20 % домашних хозяйств представляют собой супружеские пары проживающие вместе, 9,90 % домашних хозяйств представляют собой одиноких женщин без супруга, 26,60 % домашних хозяйств не имеют отношения к семьям, 22,30 % домашних хозяйств состоят из одного человека, 9,50 % домашних хозяйств состоят из престарелых (65 лет и старше), проживающих в одиночестве. Средний размер домашнего хозяйства составляет 2,62 человека, и средний размер семьи 3,06 человека.
Возрастной состав округа: 24,70 % моложе 18 лет, 9,10 % от 18 до 24, 32,80 % от 25 до 44, 22,60 % от 45 до 64 и 10,90 % от 65 и старше. Средний возраст жителя округа 40 лет. На каждые 100 женщин приходится 117,00 мужчин. На каждые 100 женщин старше 18 лет приходится 121,30 мужчин.
Средний доход на домохозяйство в округе составлял 44 212 USD, на семью — 50 520 USD. Среднестатистический заработок мужчины был 35 251 USD против 26 119 USD для женщины. Доход на душу населения был 18 721 USD. Около 6,20 % семей и 7,80 % общего населения находились ниже черты бедности, в том числе — 10,50 % молодёжи (тех кому ещё не исполнилось 18 лет) и 8,70 % тех кому было уже больше 65 лет.